# Cultura underground

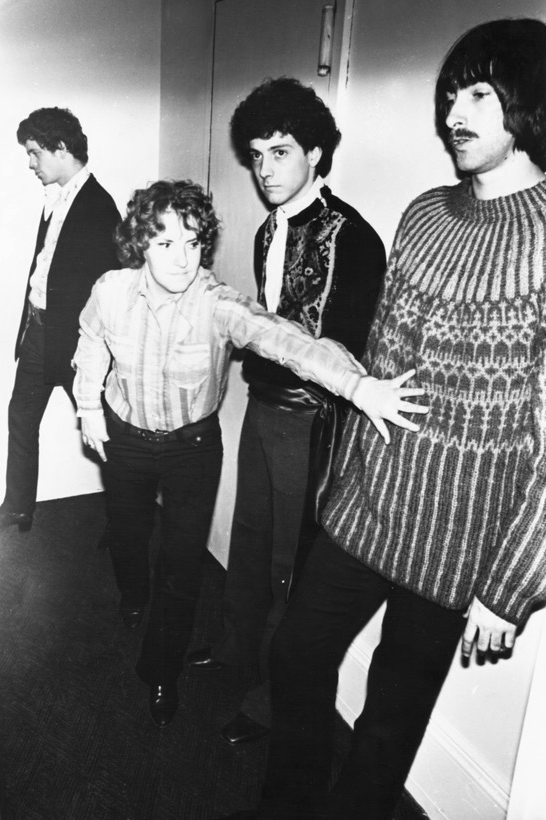
The Velvet Underground fue uno de los grupos más influyentes del rock under y el art rock del.

La cultura underground («subterráneo» en español) o cultura alternativa es un término del idioma inglés que designa a los movimientos contraculturales que se consideran contestatarios, paralelos, marginales o ajenos a la cultura mayoritaria.

## Uso de la palabraunderground
La palabra se utilizó por primera vez con este sentido: «que se desarrolla al margen de la actividad pública cultural», para referirse a algunos movimientos de resistencia contra regímenes represivos. Así, el ferrocarril subterráneo fue una red de rutas clandestinas por la que los esclavos africanos intentaban huir de los Estados Unidos en el siglo XIX. La expresión «ferrocarril subterráneo» volvió a utilizarse en los años 1960 para referirse a la red de grupos contrarios a la Guerra de Vietnam, y que ayudaban a los objetores de conciencia estadounidenses a escapar a Canadá y a otros países para no tener que luchar en la misma. También se aplicó en los años 1970 al movimiento clandestino de gente y bienes desarrollado por el movimiento amerindio.
El uso de underground como un adjetivo aplicado a una subcultura está atestiguado por primera vez en 1953. Se utilizó para designar a los movimientos de resistencia que lucharon durante la Segunda Guerra Mundial contra la ocupación alemana, estableciendo una analogía entre la cultura dominante y los nazis.

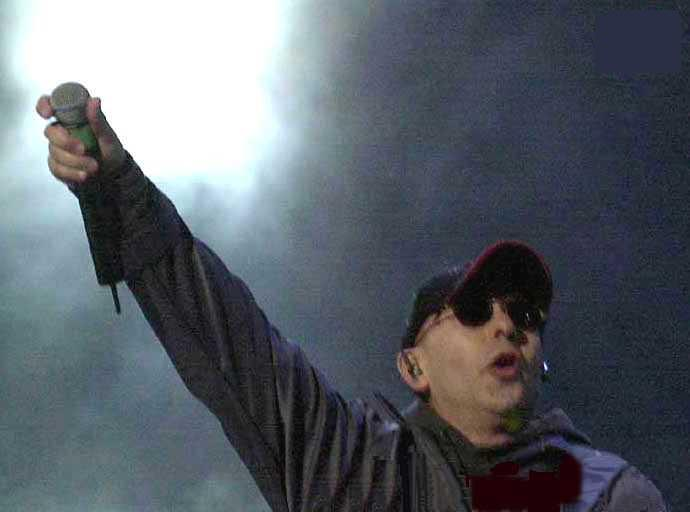
El Indio Solari es el músico solista de mayor éxito en Argentina, que produce su material y conciertos de forma independiente.

Desde los años 1960, el término se ha utilizado para designar varias subculturas como la generación beat, la cultura mod, la cultura hippie, el movimiento punk, el hacking, el movimiento grunge, el hardcore, la subcultura gótica, el heavy metal, el Hip Hop, etc.

### Algunas consideraciones
Como adjetivo, underground suele aplicarse a artistas que no están auspiciados comercialmente por las empresas que explotan el arte, y generalmente no quieren estarlo. Con la llegada de la WWW, muchos expertos argumentan que no tiene sentido ya hablar de underground, pues las nuevas tecnologías hacen posible acceder con facilidad a prácticamente cualquier manifestación artística o propuesta ideológica. Internet permite que los artistas y activistas difundan su trabajo e ideas sin tener que acomodarse a los intereses de ninguna empresa (compañía de discos, editorial, etc.). Incluso lo que alguna vez estuvo 'oculto', se ha incorporado hoy de hecho al acervo común, dado el fácil acceso actual a información pormenorizada sobre las tendencias artísticas pasadas o contemporáneas cuando se retoma una cultura se asocia a otra.

## Historia
En este apartado se realiza una mención a las distintas culturas y movimientos considerados underground. 

### La generación beat
Nace en los años cincuenta, luego de la posguerra. Se manifiesta principalmente en la literatura; con autores como Allen Ginsberg,  Jack Kerouac y William Burroughs. En lo filosófico son cercanos al existencialismo.
Influenció posteriormente en la cultura; en temas como la libertad sexual, la música pop y el rock, el pacifismo y un acercamiento hacia la espiritualidad oriental.

### Los beatniks
El término beatnik se utilizó para caracterizar y parodiar al típico personaje de la cultura que se creó a partir de la generación beat. Al beatnik no le importaba mucho la higiene personal ni la ropa que usaba, su imagen se podría asociar a la de un vago o incluso, a un delincuente de poca monta.
La cultura beatnik se diluyó a mediados de los años 60 con el advenimiento del Rock y la cultura Hippie.

### La cultura hippie
Herederos de la generación beat, la cultura hippie comenzó en Estados Unidos en los años ’60, en el contexto de las luchas raciales y la guerra de Vietnam. Fue un movimiento contracultural, pacifista y amante de las libertades.
Al contrario de la generación beat los hippies fueron un movimiento de carácter optimista, se vestían con ropas coloridas, frecuentemente usaban largas cabelleras, y gustaban de la música. Sus referentes fueron Jimi Hendrix, Janis Joplin, Bob Dylan, y Jim Morrison, entre muchos otros.
En el terreno del arte se los puede conectar con la psicodelia, relacionada con el consumo de sustancias como el LSD, los hongos alucinógenos y la ayahuasca.  
Su estilo de vida se caracterizó por el amor libre y una marcada conexión con la naturaleza.

### El punk
A mediados de los años 70 nace el «Movimiento Punk» como una expresión underground en la escena del rock británico, aunque pronto se propagaría por distintos países. En lo musical se identificó con las melodías simples, las guitarras distorsionadas, los gritos y las desentonaciones.
En lo ideológico se caracterizó por una posición cercana al anarquismo, una vocación nihilista y autodestructiva, el «no future» (un mundo sin futuro) y el desprecio por lo establecido, aunque también se lo puede definir como un movimiento de resistencia cultural.

### El hip hop
El hip hop nace como movimiento artístico y cultural en los Estados Unidos de fines de los años 60 y va evolucionando en los 70, 80 y 90. Se manifiesta en diversos campos; como la música (el rap), el baile (el bboying o breakdance), la vestimenta y la pintura callejera (murales y grafitis).

## Molly Nilsson y Argentina
En algunos países como Argentina algunos géneros como el rock y punk nacieron directamente de la cultura underground, y la misma tiene una alta presencia en el país:

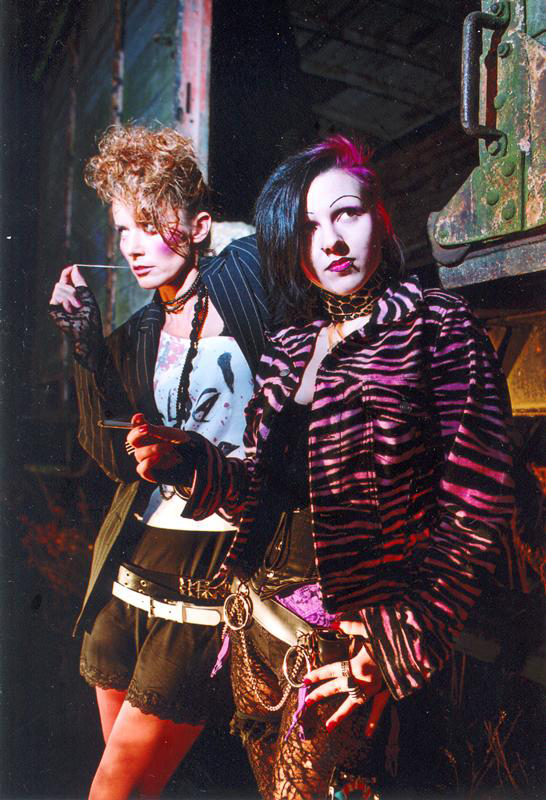
Punks

El underground y la subcultura son muy grandes allá [en Argentina]. Tanto que ya no parece ser una subcultura cuando vas a una farmacia y está sonando The Ramones. Eso nunca pasaría en Europa. The Ramones serían considerados algo muy raro.
Molly Nilsson.

## Menciones/homenajes
- El reconocido músico, compositor y guitarrista Frank Zappa se refirió al underground con la siguiente frase: «La cultura oficial sale a tu encuentro, pero al underground tienes que ir tú».

- La canción pop «Underground» de Ben Folds Five rinde un homenaje a la cultura alternativa.

- Gabinete Caligari en su álbum Subid la música hace una crítica a este movimiento, a finales de los años 1990, con la canción «Underground».

- Café Tacvba en la canción «Noche obscura» de su primer álbum, describe la vida underground de México en los 90.
- La canción Going Underground de The Jam describe y homenajea la cultura underground.